# Cristian Lasso
Cristian Yesid Lasso (Puerto Tejada, Provincia del Norte, Colombia, 18 de febrero de 1991) es un futbolista colombiano. Juega como delantero y su equipo actual es Deportivo Moquegua de la Liga 2 de Perú.

## Trayectoria
Debutó en Deportivo Cali, club al que llegó en el 2009 procedente de la Escuela de Fútbol Carlos Sarmiento. Además logró clasificar a la Copa Sudamericana 2011. Jugó al lado Luis Muriel, Miguel Borja y del uruguayo Juan Castillo.
A mediados del 2013 llega a Ecuador para reforzar al Macará, sin embargo, a final de temporada desciende de categoría.
En marzo del 2017 firma contrato con Unión Comercio, también era pretendido por Sport Ancash. Anotó 4 goles en el año, además de jugar con su Reimond Manco y su compatriota Edy Rentería.
El 2 de enero fue oficializado como nuevo jugador del FAS de El Salvador, sin embargo, el 5 de enero se oficializó su salida por mutuo acuerdo, debido a malas referencias del jugador. El 19 de enero fue anunciado como nuevo refuerzo de Academia Cantolao por todo el 2019, es el encargado de reemplazar a su compatriota Fabián Gonzalez quien fue goleador de Cantolao y se marchó a MIllonarios FC. El 2020 desciende de categoría con Atlético Grau.
En el 2023 fue campeón de la Liga 2 con el Comerciantes Unidos al quedar primera en la tabla acumulada, por lo cual conseguiría el ascenso a la Liga 1.

## Clubes
| Club                    | País      | Año       |
| ----------------------- | --------- | --------- |
| Deportivo Cali          | Colombia  | 2010-2012 |
| Depor Aguablanca        | Colombia  | 2012      |
| Deportivo Cali          | Colombia  | 2013      |
| Macará                  | Ecuador   | 2013      |
| Cúcuta Deportivo        | Colombia  | 2014      |
| América de Cali         | Colombia  | 2014-2016 |
| Unión Comercio          | Perú      | 2017-2018 |
| AC Kajaani              | Finlandia | 2018      |
| Academia Cantolao       | Perú      | 2019      |
| Atlético Grau           | Perú      | 2020      |
| Independiente Petrolero | Bolivia   | 2021      |
| Deportivo Llacuabamba   | Perú      | 2022      |
| Comerciantes Unidos     | Perú      | 2023      |
| Deportivo Coopsol       | Perú      | 2024      |
| Deportivo Moquegua      | Perú      | 2025 -    |

## Estadísticas
| Club                        | Temporada           | Liga  | Liga  | Copa Nacional | Copa Nacional | Copa Internacional | Copa Internacional | Total | Total |
| Club                        | Temporada           | Part. | Goles | Part.         | Goles         | Part.              | Goles              | Part. | Goles |
| --------------------------- | ------------------- | ----- | ----- | ------------- | ------------- | ------------------ | ------------------ | ----- | ----- |
| Deportivo Cali · Colombia   | 2010                | 6     | 1     | 0             | 0             | -                  | -                  | 6     | 1     |
| Deportivo Cali · Colombia   | 2011                | 17    | 1     | 3             | 1             | -                  | -                  | 20    | 2     |
| Deportivo Cali · Colombia   | 2012                | 1     | 0     | 7             | 0             | -                  | -                  | 8     | 0     |
| Deportivo Cali · Colombia   | Total               | 24    | 2     | 10            | 1             | -                  | -                  | 34    | 3     |
| Depor Aguablanca · Colombia | 2012                | 14    | 6     | 0             | 0             | -                  | -                  | 14    | 6     |
| Depor Aguablanca · Colombia | Total               | 14    | 6     | 0             | 0             | -                  | -                  | 14    | 6     |
| Macará · Ecuador            | 2013                | 12    | 0     | 0             | 0             | -                  | -                  | 12    | 0     |
| Macará · Ecuador            | Total               | 12    | 0     | 0             | 0             | -                  | -                  | 12    | 0     |
| Cúcuta Deportivo · Colombia | 2014                | 11    | 0     | 0             | 0             | -                  | -                  | 11    | 0     |
| Cúcuta Deportivo · Colombia | Total               | 11    | 0     | 0             | 0             | -                  | -                  | 11    | 0     |
| América de Cali · Colombia  | 2014                | 19    | 1     | 9             | 2             | -                  | -                  | 28    | 3     |
| América de Cali · Colombia  | 2015                | 11    | 3     | 5             | 1             | -                  | -                  | 16    | 4     |
| América de Cali · Colombia  | 2016                | 1     | 0     | 2             | 0             | -                  | -                  | 3     | 0     |
| América de Cali · Colombia  | Total               | 31    | 4     | 17            | 3             | -                  | -                  | 48    | 7     |
| Unión Comercio · Perú       | 2017                | 24    | 4     | 0             | 0             | -                  | -                  | 24    | 4     |
| Unión Comercio · Perú       | Total               | 24    | 4     | 0             | 0             | -                  | -                  | 24    | 4     |
| AC Kajaani · Finlandia      | 2018                | 20    | 4     | 0             | 0             | -                  | -                  | 20    | 4     |
| AC Kajaani · Finlandia      | Total               | 20    | 4     | 0             | 0             | -                  | -                  | 20    | 4     |
| Academia Cantolao · Perú    | 2019                | 30    | 4     | 6             | 0             | -                  | -                  | 36    | 4     |
| Academia Cantolao · Perú    | Total               | 30    | 4     | 6             | 0             | -                  | -                  | 36    | 4     |
| Atlético Grau · Perú        | 2020                | 12    | 2     | -             | -             | 1                  | 0                  | 13    | 2     |
| Atlético Grau · Perú        | Total               | 12    | 2     | 0             | 0             | 1                  | 0                  | 13    | 2     |
| Total en su carrera         | Total en su carrera | 178   | 26    | 33            | 4             | 1                  | 0                  | 212   | 30    |

## Palmarés

### Campeonatos nacionales
| Título            | Club           | País     | Año  |
| ----------------- | -------------- | -------- | ---- |
| Copa Colombia     | Deportivo Cali | Colombia | 2010 |
| Supercopa Peruana | Atlético Grau  | Perú     | 2020 |